# Lemmerboot

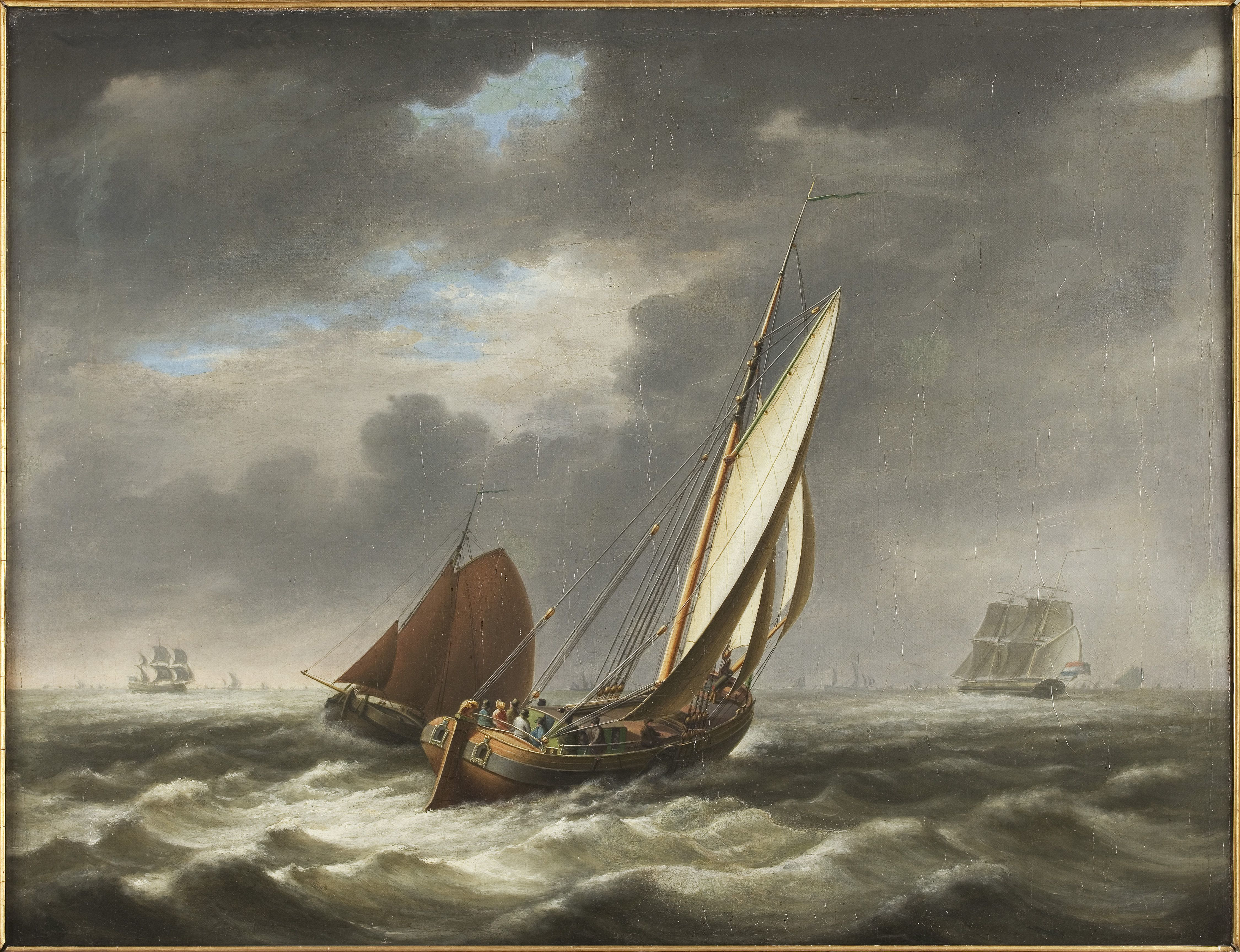
Zeegezicht van Dirk Piebes Sjollema uit begin negentiende eeuw met beurtvaarders tussen Amsterdam en Lemmer

De Lemmerboot was een Nederlandse vervoerverbinding te water tussen de knooppunten Amsterdam en Lemmer over de Zuiderzee (later IJsselmeer). Vanwege aansluitend vervoer aan beide zijden had dit traject een spilfunctie bij het transport tussen Noord- en West-Nederland en vanaf de zeventiende eeuw bestond er geregeld vervoer. De onderneming die de naam Lemmerboot kreeg, werd in 1870 opgericht, maar de schepen van andere rederijen werden ook wel met die naam aangeduid. Door toenemende concurrentie van het spoor- en wegvervoer kwam in de loop van de twintigste eeuw een eind aan de verbinding.

## Achtergrond

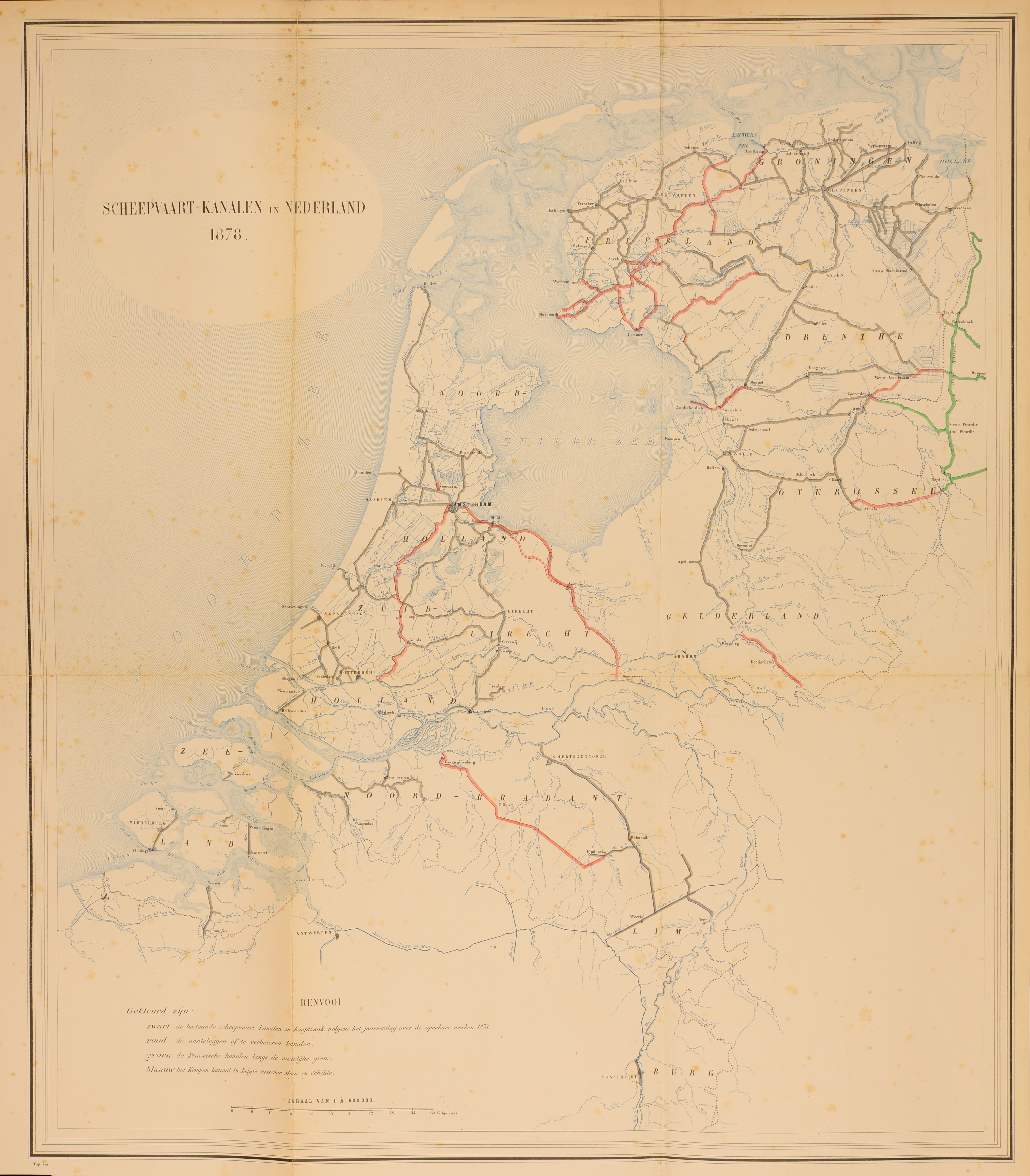
Bestaande en geprojecteerde vaarwegen in de Kanalenwet van 1878. Het is goed te zien hoe de Zuiderzee de spil vormt tussen de netwerken van West- en van Noord-Nederland

Amsterdam was reeds vroeg een belangrijke handelsstad met goede verbindingen doorheen West-Nederland. Aan de andere zijde ligt Lemmer, dat middels waterwegen verbonden was met vele plaatsen in Friesland, Groningen en Drenthe. Na het verzanden van de haven van Kuinre begin achttiende eeuw kon Lemmer een nog prominentere positie verwerven. Het belang van Lemmer wordt verder onderstreept doordat het begin negentiende eeuw gekozen werd als eindpunt van de rijksstraatweg door de noordelijke provincies. Aansluitingen op andere vervoersvormen werden van belang geacht en/of gaven aanleiding tot investeringen en overnames. Ook na het instellen van de veel kortere openbaarvervoerverbinding Enkhuizen - Stavoren in 1886, behield het traject Amsterdam - Lemmer haar belang, onder meer vanwege de aansluitingen op gevarieerde vormen van vervoer.

### Beurtvaart
De veerverbinding Amsterdam - Lemmer bestond reeds in de zeventiende eeuw. Het was een vorm van beurtvaart en het was onderworpen aan bestuur en regulering door de gilden en de betrokken lokale overheden. De zeilschepen vervoerden hoofdzakelijk vracht, maar er was ook ruimte voor passagiers. In Lemmer kon worden overgeladen op een binnenschip, ook een beurtvaarder. Vanaf midden achttiende eeuw bestonden er ook aansluitende (post)koetsverbindingen naar Heerenveen, Leeuwarden en nog verder. Al vroeg was sprake van een "Lemster beurtman", waarmee eerst de schipper werd bedoeld, maar gaandeweg het schip zelf.

### Stoom
In de loop van de negentiende eeuw deed de stoommachine haar intrede bij de scheepvaart. Toch konden zeilende beurtschippers het nog lang volhouden, omdat het open water betrof. Een van de eerste concessies die ondernemers aanvroegen bij de overheden voor vervoer per stoomboot betrof een veerdienst van Amsterdam naar Lemmer, maar het zou nog twee jaar duren voordat een verbinding tot stand kwam. In 1828 onderhield de Amsterdamsche Stoomboot Maatschappij voor het eerst een geregelde dienst met de houten raderstoomboot De IJssel. De ASM werd geplaagd door tegenslagen en vanwege de tegenvallende verbinding ging de concessie in 1842 over naar de Friesche Stoomboot Reederij in Harlingen, die dienst uitvoerde met het schroefstoomschip Willem II. De FSR kreeg een jaar later op de lijn naar Lemmer concurrentie van de Friesche Stoomboot-Maatschappij. In 1846 fuseerden deze ondernemingen en in 1853 had de reder 4 schepen in de vaart, op verschillende trajecten. De dienst werd doorgaans in oktober gestaakt, en in maart hervat.

### Aansluitingen
De in 1839 opgerichte Friesche Meer- en Kanaal Stoomboot Maatschappij (FMKSM) wilde de stoomvaart benutten voor de binnenvaart in Noord-Nederland, onder meer op het traject Joure - Sneek - Lemmer. Koning Willem I participeerde met 4.000 gulden aan privévermogen in de maatschappij. Toch vroegen nog verscheidene particulieren en ondernemingen in deze periode concessies aan voor vervoer per trekschuit of per diligence, meest aansluitend op de stoomboten. In 1853 bracht de Friesche Stoomboot Reederij de Friso in de vaart op het traject Amsterdam - Lemmer. In Lemmer gaf de veerdienst aansluiting op de stoombinnenvaarder Tjerk Hiddes, de trekschuit naar Groningen en de diligencedienst naar Heerenveen. In de jaren 50 meldde ook de grote diligencevervoerder Van Gend & Loos zich op de trajecten in Noord-Nederland.

## Lemmerboot
Twee binnenvaarders en een reder die op de Zuiderzee actief was, besloten in 1873 tot een intensieve samenwerking onder de naam Groninger & Lemmer Stoomboot Maatschappij. De rederij richtte zich op vervoer van Groningen naar Amsterdam, over Lemmer. Voor het vervoer over de Zuiderzee werd eerst de uit 1865 stammende Groningen I ingezet, gevolgd door de in 1871 nieuw gebouwde schroefstoomboten Groningen II en Groningen III. 's Avonds om acht uur vertrok de boot uit Amsterdam en om negen uur die uit Lemmer. In 1877 werd de salonboot Groningen IV gebouwd en tien jaar later werd de Groningen II geschikt gemaakt voor het vervoer van passagiers. Daarnaast beschikte het bedrijf over 5 stoombinnenvaartschepen. De samenwerkende reders kwamen in 1909 tot een volledige fusie. Onder de naam Groninger Lemmer Stoomboot Maatschappij „Lemmerboot" N.V. ging de nieuwe maatschappij de concurrentie aan met de tram en de tramboot.

### Tramboot

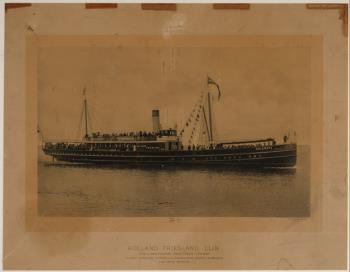
De Bolsward

Rond 1900 werd de stoomtramlijn Joure - Lemmer aangelegd door de Nederlandsche Tramweg Maatschappij, die reeds beschikte over een uitgebreid netwerk in Friesland en daarbuiten. Dit was aanleiding voor de oprichting van de Stoomvaart Maatschappij Amsterdam-Lemmer in 1898, die een op de trams aansluitende verbinding met Amsterdam ging onderhouden. De dienst ging van start in september 1900, hoewel de tramlijn pas in 1901 af was. De boot vertrok in Amsterdam van de De Ruijterkade, vlak achter het Centraal Station, van steiger 5, terwijl de Lemmerboot steiger 4 gebruikte. In Lemmer kwam de boot aan in de speciaal aangelegde tramhaven, of binnenhaven, alwaar vanaf 1901 aansluiting bestond op de tram naar Joure. De reder noemde de verbinding Holland-Friesland lijn, maar zij werd ook wel de tramboot of Lemmerboot genoemd.
De reder voerde de dienst uit met de schepen Bolsward en Heerenveen, die in het tweede decennium van de twintigste eeuw naar Turkije werden verkocht. In 1913 werd een nieuwe Heerenveen gebouwd en in 1925 werden de nieuw gebouwde Holland en Friesland op de lijn ingezet.
Er was tweemaal per dag een bootverbinding, een dagboot die om 12.00 uur in de middag vertrok en een nachtboot die om 12 uur in de nacht vertrok zowel vanuit Amsterdam als vanuit Lemmer. Op zaterdag was er alleen een dagboot en op zondag alleen een nachtboot. De boten kwamen elkaar volgens dienstregeling halverwege tegen om 14.30 uur of 2.30 uur ter hoogte van het Enkhuizerzand. De vaartijd was ongeveer 5 uur. Vanaf 1946 vertrok de dagboot uit Amsterdam om 9.00 uur en kwam dan om 14.30 uur aan in Lemmer in aansluiting op een rechtstreekse boottram naar Groningen om 14.55 uur waar men dan om 20.25 uur aankwam zodat een reis Amsterdam-Groningen elf uur en vijfentwintig minuten in beslag nam. De tram stond echter in Heerenveen 35 minuten stil en in Drachten 20 minuten zodat de zuivere reistijd tien uur en vijf minuten bedroeg. In sommige jaren waren er ook afwijkende tijden of meer of minder vaarten.

## Bedreigingen van de verbinding
In de loop van de eerste helft van de twintigste eeuw werd het vervoer over water in Nederland meer en meer bedreigd door transport per trein, bus en vooral vrachtwagen. Een deel van de reders richtte zich, met wisselend succes, tevens op het wegvervoer. De crisis van de jaren 1930 teisterde de binnenvaart. Nadat de Afsluitdijk werd geopend voor autoverkeer nam het personenvervoer iets af, maar de vracht bleef voorlopig nog van belang. De felle concurrentie tussen de Lemmerboot en de tramboot was niet bevorderlijk voor de rendementen van de betrokken ondernemingen.
In sommige strenge winters zoals 1917, 1929, 1947 en 1956 had men grote moeite om door het drijfijs te varen en soms moest de dienst worden gestaakt of moest er worden omgevaren, wat de reistijd fors verlengde.

### Tweede Wereldoorlog
Beide ondernemingen trachten de dienst in de oorlogsjaren, ondanks de beperkingen, min of meer normaal uit te voeren. Na Dolle Dinsdag (1944) werd het stoompassagiersvervoer in Nederland goeddeels gestaakt, maar de Lemmerboot voer nog het langst door, tot maart 1945. In de hongerwinter speelde de verbinding een belangrijke rol bij het transporteren van voedsel van Friesland naar Amsterdam, maar ook bij het vervoer van onderduikers.
In 1942 werd Verschure & Co., en daarmee de tramboot, overgenomen door Reederij Koppe, die datzelfde jaar door de NS werd ingelijfd. Op 21 oktober 1942 werd de tramboot Friesland onderweg van Lemmer naar Amsterdam door Engelse vliegtuigen beschoten. De passagiers bleven ongedeerd, maar de kapitein en drie bemanningsleden vonden de dood. Bij een aanval op de SS Groningen IV van de Lemmerboot op dezelfde dag viel 1 dode.
Op 8 januari 1945 vond in de nacht een aanvaring plaats tussen twee schepen van de Groninger Lemmer Stoomboot Maatschappij, de Jan Nieveen en de Groningen IV, op het IJsselmeer. Conform de voorschriften van de Duitsers waren de schepen volledig verduisterd, hetgeen in essentie de oorzaak van de aanvaring was. Bij de ramp kwamen dertien mensen in het ijskoude water om het leven.

### Na de oorlog
Voor veel Nederlandse rederijen was de oorlog desastreus gebleken. Kantoren en schepen gingen verloren bij gevechtshandelingen of werden gevorderd. Vanwege reis- en vervoersbeperkingen en de gevaren onderweg was de vraag naar transport sterk gedaald. In het licht van de toenemende concurrentie over de weg was wederopbouw na de oorlog geen sinecure en voor een aantal rederijen bleek het niet lonend. De tramverbindingen van de NTM in Noord-Nederland werden in 1947 opgeheven, waarna de NTM verderging als busbedrijf. In 1948 staakte Koppe de diensten van de tramboot en in 1953 jaar fuseerde de Lemmerboot met twee andere bedrijven tot de Groninger Beurtvaart N.V.
Het passagiersvervoer en het aanbod van vracht namen nog verder af, vooral in de winter. In de zomer waren er nog wat toeristen en dagjesmensen. Ook de aanleg van de Flevopolder gaf moeilijkheden, omdat men voortaan om de Noordoostpolder heen moest varen en de vaartijd langer werd. De afname van het aantal passagiers kwam met name door de opkomst van de auto, de komst van een buslijn via de Afsluitdijk en verbeterde elektrische treinverbindingen met Friesland en Groningen. Er werd nog geïnvesteerd in de schepen, bijvoorbeeld door het vervangen van de stoomaandrijving door een 250 pk dieselmotor, maar het mocht niet meer baten. De ondernemer heeft nog overwogen de dienst uitsluitend in de zomermaanden uit te voeren, maar uiteindelijk werd tot opheffing besloten. Op 28 augustus 1959 voer de Lemmerboot voor het laatst.